# 小行星8580
小行星8580（英語：8580 Pinsky）是一颗围绕太阳公转的小行星。1996年12月14日，保罗·G·康宝在普雷斯科特发现了此天体。
这颗小行星的绝对星等为292.1955122044251等。